# Los Patos (Tabasco)
Los Patos es una localidad del municipio de Centro ubicado en la subregión centro del estado mexicano de Tabasco.

## Geografía
La localidad de Los Patos se sitúa en las coordenadas geográficas 17°51′28″N 92°56′23″O / 17.857778, -92.939722, a una elevación de 30 metros sobre el nivel del mar.

## Demografía
Según el Conteo de Población y Vivienda 2020, efectuado por el Instituto Nacional de Estadística y Geografía, la localidad de Los Patos tiene 8 habitantes, de los cuales 3 son del sexo masculino y 5 del sexo femenino. Su tasa de fecundidad es de 3 hijos por mujer y tiene 3 viviendas particulares habitadas.
| Gráfica de evolución demográfica de Los Patos entre 2005 y 2020 |
|                                                                 |
| INEGI.                                                          |